# Internationale Filmfestspiele von Cannes 1964
Die 17. Internationalen Filmfestspiele von Cannes 1964 fanden vom 29. April bis zum 14. Mai 1964 statt.

## Wettbewerb
Im Wettbewerb des diesjährigen Festivals wurden folgende Filme gezeigt:
| Filmtitel                         | Regisseur                       | Produktionsland                       | Darsteller (Auswahl)                                |
| 100.000 Dollar in der Sonne       | Henri Verneuil                  | Frankreich, Italien                   | Jean-Paul Belmondo, Lino Ventura, Bernard Blier     |
| Der Besuch                        | Bernhard Wicki                  | USA, Deutschland, Frankreich, Italien | Ingrid Bergman, Anthony Quinn, Hans Christian Blech |
| La donna scimmia                  | Marco Ferreri                   | Italien, Frankreich                   | Ugo Tognazzi, Annie Girardot                        |
| Die Frau in den Dünen             | Hiroshi Teshigahara             | Japan                                 |                                                     |
| Gott und Teufel im Land der Sonne | Glauber Rocha                   | Brasilien                             |                                                     |
| Henrys Liebesleben                | George Roy Hill                 | USA                                   | Peter Sellers, Paula Prentiss, Angela Lansbury      |
| Ta Kokkina fanaria                | Vassilis Georgiadis             | Griechenland                          |                                                     |
| Krik                              | Jaromil Jireš                   | Tschechoslowakei                      |                                                     |
| El Laila el akhira                | Kamal El Sheikh                 | Ägypten                               |                                                     |
| Die Lerche                        | László Ranódy                   | Ungarn                                | Antal Páger                                         |
| Mujhe Jeene Do                    | Moni Bhattacharya               | Indien                                |                                                     |
| La Niña de luto                   | Manuel Summers                  | Spanien                               |                                                     |
| Die Passagierin                   | Andrzej Munk                    | Polen                                 | Aleksandra Śląska                                   |
| Playboy und Nymphe                | Fernando Ayala                  | Argentinien                           |                                                     |
| Das Rabenviertel                  | Bo Widerberg                    | Schweden                              |                                                     |
| Die Regenschirme von Cherbourg*   | Jacques Demy                    | Frankreich, Deutschland               | Catherine Deneuve, Anne Vernon                      |
| Zwischenlandung in Moskau         | Giorgi Danelia                  | Sowjetunion                           | Nikita Michalkow, Galina Polskich                   |
| Ruf nicht zu laut                 | Larry Peerce                    | USA                                   | Barbara Barrie, Bernie Hamilton                     |
| Schlafzimmerstreit                | Jack Clayton                    | Großbritannien                        | Anne Bancroft, Peter Finch, James Mason             |
| Die süße Haut                     | François Truffaut               | Frankreich, Portugal                  | Jean Desailly, Françoise Dorléac                    |
| Taiheiyo hitori-botchi            | Kon Ichikawa                    | Japan                                 |                                                     |
| Die Tote von Beverly Hills        | Michael Pfleghar                | Deutschland                           | Heidelinde Weis, Klausjürgen Wussow, Horst Frank    |
| Verführung auf italienisch        | Pietro Germi                    | Italien, Frankreich                   | Stefania Sandrelli                                  |
| Vidas Secas                       | Nelson Pereira dos Santos       | Brasilien                             |                                                     |
| Weiße Karawane                    | Tamaz Meliava, Eldar Shengelaya | Sowjetunion                           |                                                     |

* = Grand Prix

## Internationale Jury
Jurypräsident war Fritz Lang, Mitglieder der Jury waren Alexander Karaganov, Arthur M. Schlesinger, Charles Boyer, Geneviève Page, Jean-Jacques Gautier, Joaquín Calvo Sotelo, Lorens Marmstedt, Raoul Ploquin, René Clément und Véra Volmane.

## Preisträger
In diesem Jahr wurde damit begonnen, keine „Goldene Palme“ zu vergeben. Erst 1975 wurde die Goldene Palme als Hauptpreis wieder eingeführt. Bis dahin wurde ein Grand Prix für den besten Film vergeben.
- Grand Prix: Die Regenschirme von Cherbourg
- Sonderpreis der Jury: Die Frau in den Dünen
- Beste Schauspielerin: Anne Bancroft in Schlafzimmerstreit und Barbara Barrie in Ruf nicht zu laut
- Bester Schauspieler: Antal Páger in Die Lerche und Saro Urzì in Verführung auf italienisch

## Weitere Preise
- FIPRESCI-Preis: Die Passagierin